# Nokian Renkaat

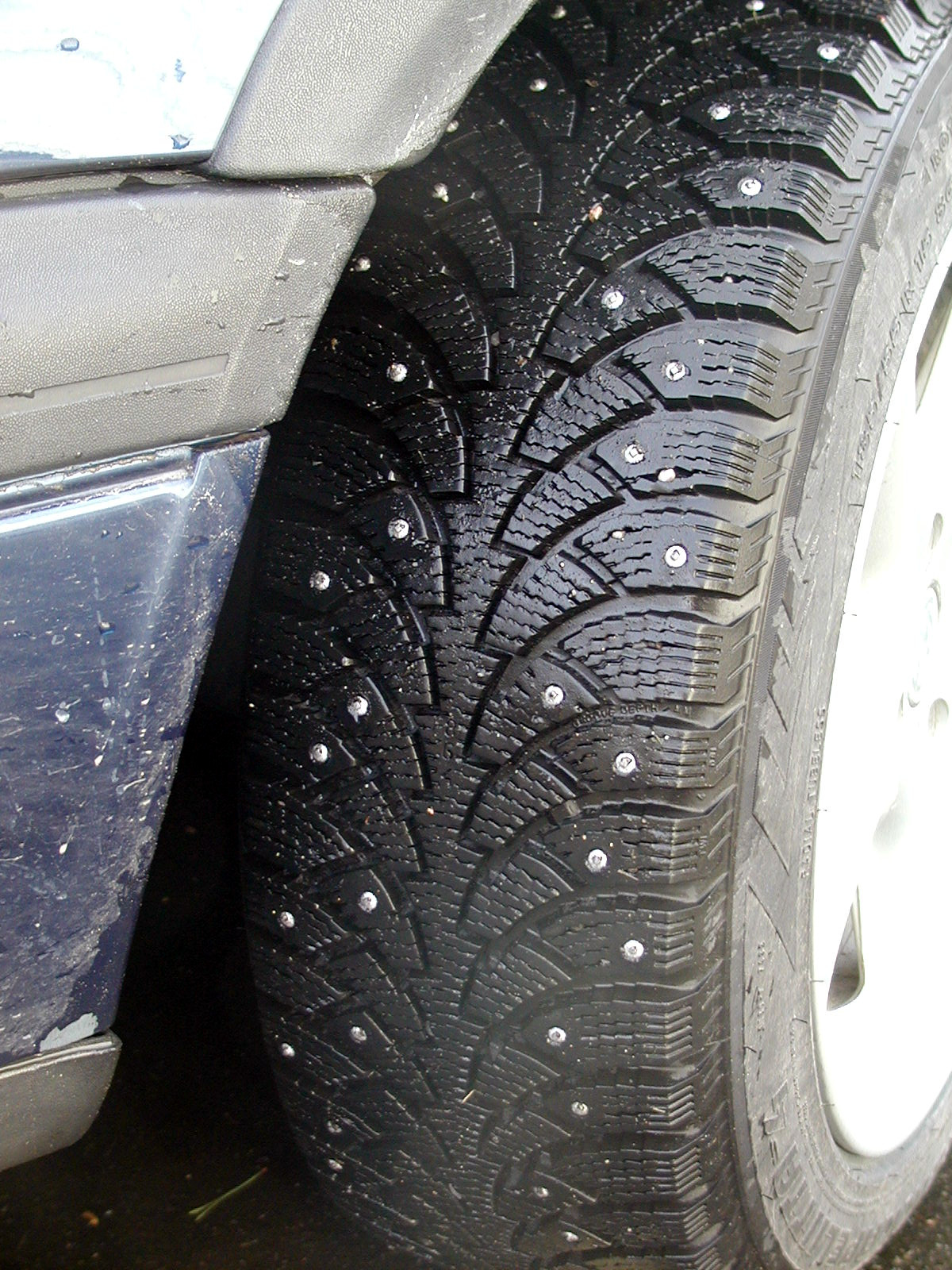
Pneumàtic d'hivern Nokian Hakkapeliitta 4.

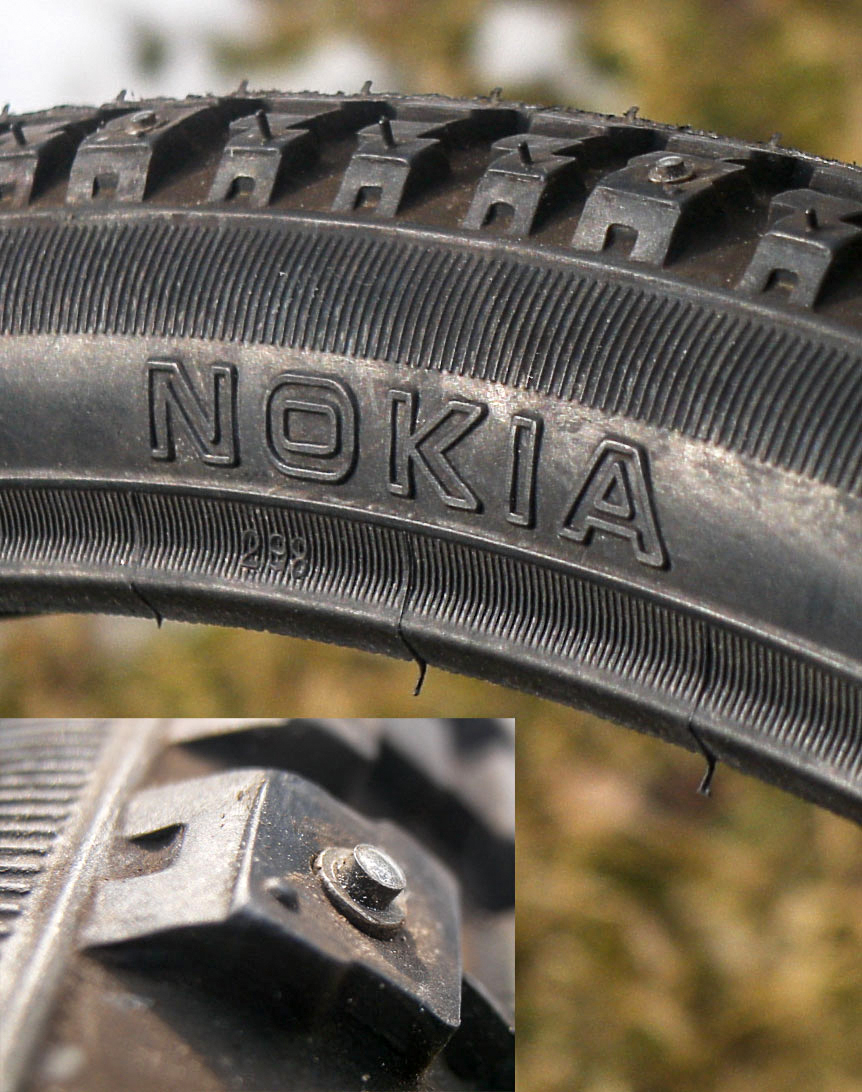
Pneumàtic per a bicicleta d'hivern i detall de clau.

Nokian Renkaat (en espanyol: Pneumàtics de Nokia; en anglès: Nokian tyres) és l'empresa més gran de manufactura de pneumàtics a Escandinàvia, amb oficines centrals a Nokia a Finlàndia. És també l'empresa de fabricació de pneumàtics més septentrional. Nokian Renkaat es va separar del conglomerat Nokia (que després es convertiria en el venedor de telèfons mòbils més gran del món) el 1988. Nokia Corporation ja no té més interès en la possessió de Nokian Renkaat, el soci de la qual més important és la japonesa Bridgestone.
Nokian Renkaat va ser pionera en el desenvolupament de pneumàtics d'hivern al món, va llançar el primer pneumàtic d'hivern l'any 1934.
Nokian Renkaat també gestiona la companyia Vianor, que és la franquícia més gran de pneumàtics als països nòrdics, amb al voltant de 190 sucursals a Finlàndia, Suècia, Noruega, els Països Bàltics i Rússia.
El març de 2012 va patrocinar el desenvolupament teòric i pràctic del vehicle I-RA (Electric RaceAbout) de l'Hèlsinki Metropolia University of Applied Sciences que a les mans del pilot professional de proves Janne Laitinen i amb pneumàtics de la marca va reeixir els 252,09 quilòmetres per hora a un circuit de gel sobre el Llac Ukonjärvi a Inari.
Nokian Renkaat va renovar el març de 2013, al costat del pilot Janne Laitinen, el Record Guinness Mundial oficial de velocitat d'un turisme sobre gel amb una nova marca de 335,71 km/h amb pneumàtics de claus muntats en un Audi RS6. Cal destacar que els pneumàtics no eren de competició si no de tipus comercial: el model Nokian Hakkapeliitta de carrer.